# Hydrillodes porphyrodes
Hydrillodes porphyrodes là một loài bướm đêm trong họ Noctuidae.